# Colombier (Loire)
Colombier ist eine französische Gemeinde mit 295 Einwohnern (Stand: 1. Januar 2022) im Département Loire in der Region Auvergne-Rhône-Alpes im Kanton Le Pilat (bis 2015: Kanton Bourg-Argental) und Teil des Kommunalverbandes Monts du Pilat. Die Gemeinde gehört zum Regionalen Naturpark Pilat. 

## Geographie
Colombier liegt etwa 15 Kilometer südöstlich von Saint-Étienne am Flüsschen Ternay. Umgeben wird Colombier von den Nachbargemeinden Doizieux im Norden, Véranne im Osten und Nordosten, Saint-Appolinard im Osten, Saint-Julien-Molin-Molette im Süden und Südosten, Bourg-Argental im Süden und Südwesten, Thélis-la-Combe im Westen und Südwesten, Graix im Westen sowie La Valla-en-Gier im Nordwesten.

## Bevölkerungsentwicklung
| Jahr                       | 1962 | 1968 | 1975 | 1982 | 1990 | 1999 | 2006 | 2017 |
| Einwohner                  | 345  | 303  | 255  | 253  | 237  | 269  | 292  | 305  |
| Quellen: Cassini und INSEE |      |      |      |      |      |      |      |      |

## Sehenswürdigkeiten

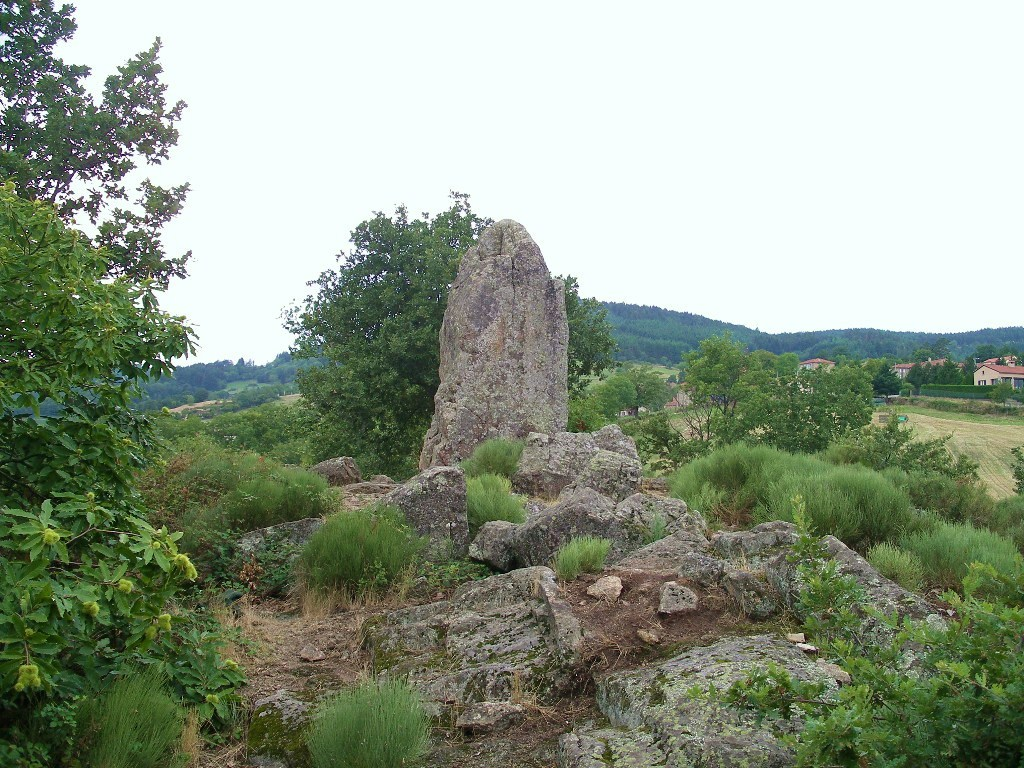
Menhir Le Flat

- Menhir Le Flat

## Persönlichkeiten
- Pierre Bertrand de Colombier (1299–1361), Bischof von Nevers (1335–1339) und Arras (1339–1344), Kardinal